# Semiothisa collineata
Semiothisa collineata là một loài bướm đêm trong họ Geometridae.